# Емелі Вікстрем
Емелі Вікстрем (2 жовтня 1992 , Севше, Йончепінг ) — шведська гірськолижниця. Учасниця зимових Олімпійських ігор 2014 року, де в слаломі посіла 6-те місце.
У кубку світу Вікстрем дебютувала в березні 2009 року в Гарміш-Партенкірхені (Німеччина). Її найкращий результат на сьогодні – 4-те місце в слаломі 2012 року. 

## Результати на Олімпійських іграх
Усі результати наведено за даними Міжнародної федерації лижного спорту.
| Рік  | Вік | Слалом | Гігантський слалом | Супергігант | Швидкісний спуск | Гірськолижна комбінація |
| ---- | --- | ------ | ------------------ | ----------- | ---------------- | ----------------------- |
| 2014 | 21  | 6      | —                  | —           | —                | —                       |
| 2018 | 25  | 12     | —                  | —           | —                | —                       |

## Результати на чемпіонатах світу
Усі результати наведено за даними Міжнародної федерації лижного спорту.
| Рік  | Вік | Слалом | Гігантський слалом | Супергігант | Швидкісний спуск | Гірськолижна комбінація | Командні змагання |
| ---- | --- | ------ | ------------------ | ----------- | ---------------- | ----------------------- | ----------------- |
| 2011 | 18  | 24     | -                  | —           | —                | —                       | -                 |
| 2017 | 24  | 8      | -                  | —           | —                | —                       | 3                 |
| 2021 | 28  | 15     | -                  | —           | —                | —                       | -                 |